# Andrzej Mikołajczyk (działacz)
Andrzej Mikołajczyk (ur. 20 listopada 1947 w Łodzi, zm. 8 września 2015) – wydawca i dziennikarz miesięcznika telewizyjno-satelitarnego TV Sat Magazyn, przewodniczący Rady Programowej TVP Polonia.

## Życiorys
Absolwent Technikum Budowlanego nr 1 w Łodzi i Wydziału Budownictwa Lądowego Politechniki Łódzkiej (1972).
Był żonaty z Bożeną Mikołajczyk – profesor ekonomii, syn Mariusz, córka Kamila.

### Działalność społeczno-polityczna
Był działaczem ruchu studenckiego; pełnił między innymi funkcje sekretarza Rady Uczelnianej Zrzeszenia Studentów Polskich w Politechnice Łódzkiej, a następnie sekretarza i przewodniczącego Rady Okręgowej ZSP w Łodzi. Od 1973 był przewodniczącym Zarządu Łódzkiego Socjalistycznego Związku Studentów Polskich. W okresie jego przewodniczenia ruchowi studenckiemu Łodzi miała miejsce znacząca rozbudowa studenckiej bazy turystycznej i socjalno-bytowej. Nastąpiła intensyfikacja działalności studenckich kół naukowych, między innymi przez zwiększenie się liczby letnich obozów naukowych. Ta działalność w istotnej mierze wpłynęła na rozwój Łodzi akademickiej poprzez stworzenie warunków dla zapoczątkowania karier naukowych licznego grona przyszłych profesorów.

### Osiągnięcia zawodowe
Po zakończeniu działalności społeczno-politycznej pełnił funkcję i Dyrektora Naczelnego Łódzkiego Wydawnictwa Prasowego, a następnie dyrektora i przewodniczącego Rady Nadzorczej TV – Sat Press. Był założycielem, wydawcą i redaktorem czasopisma telewizyjno-satelitarnego TV Sat Magazyn. Był także członkiem Honorowym Ogólnopolskiego Stowarzyszenia Telewizji Kablowej. Przez wiele lat był korespondentem i stałym konsultantem w Polsce kanału satelitarnego NBC oraz amerykańskiej sieci telewizyjnej CNBC. Współpracował z telewizyjnymi kanałami krajowymi, był między innymi przewodniczącym Rady Programowej TVP Polonia. W latach 1993–1996 wystawca oraz prezenter międzynarodowego Salonu Satelitarnego w Paryżu oraz wykładowca Europejskiego Uniwersytetu Otwartego w Pradze.
Po transformacji politycznej 1989 roku był współzałożycielem i wieloletnim prezesem Stowarzyszenia Tradycji Akademickich „Siódemki”. Dbał o utrzymanie więzi międzypokoleniowych byłych działaczy organizacji studenckich.

## Odznaczenia
- Złota Odznaka ZSP,
- Złota Odznaka SZSP,
- Krzyż Zasługi dla ZHP,
- Honorowa Odznaka Miasta Łodzi,
- Odznaka Zasłużony Działacz Kultury,
- Srebrny Krzyż Zasługi,
- Złoty Krzyż Zasługi,
- Krzyż Oficerski Orderu Odrodzenia Polski (2000)[7].

Źródło: Stowarzyszenie Tradycji Akademickich „Siódemki”.